# Laccobius reflexipenis
Laccobius reflexipenis är en skalbaggsart som beskrevs av Cheary 1971. Laccobius reflexipenis ingår i släktet Laccobius och familjen palpbaggar. Inga underarter finns listade i Catalogue of Life.